# Bloom (album, Beach House)
Bloom je v pořadí čtvrté studiové album amerického indie popového dua Beach House, které bylo vydáno 15. května 2012. Album se v hitparádě Billboard 200 umístilo na sedmém místě se 41 tisíci prodanými kopiemi v prvním týdnu po vydání.

## Nahrávání
Album bylo nahráno na ranči ve městě Tornillo, Texas, a koprodukováno Chrisem Cadym (Yeah Yeah Yeahs, Blonde Redhead), který byl taktéž producentem předchozího alba skupiny nazvaného Teen Dream. Ranč v západním Texasu si skupina vybrala k nahrání alba poté, co byla očarována tamějším prostředím, když zde odpočívali během předcházejícího turné. Album Bloom bylo namixováno v Electric Lady Studios v New Yorku. Proces nahrávání tohoto alba trval sedm týdnů.
Victoria Legrand, zpěvačka kapely, okomentovala název alba jako výsledek „abstrakce mnoha pocitů“. A v interview dodala:

„Najít ten pravý název, který by přesně vyjádřil to, co jsme během nahrávání alba cítili, bylo nesmírně obtížné, ale myslím, že Bloom to vystihl. Vše bylo založené na pocitech a důvěru v dané slovo. Ve skutečnosti pro mě ten název znamená mnohem víc, než jeho nadpozemská kvalita. [...] Abychom věci cítili správně, určitě je důležité si sednout a přemýšlet a já myslím, že kvůli tomu pro mě není ten název natolik éterický. To slovo si asociuji s něčím pomíjivým nebo s něčím nehmotným, nevím. [...] Jen říkám, že pro nás ta deska vzařuje určitou intenzitu a právě slovo „bloom“ (v překladu rozkvět) je pokus o její vyjádření."

První vydaný singl z alba, „Myth“, se 6. března 2012 objevil na oficiálních stránkách kapely. 8. března 2012 bylo oznámeno oficiální datum vydání alba. Druhý singl, „Lazuli“, vyšel 13. dubna 2012. 6. května 2012 proběhlo oficiální streamování celého alba na stránkách NPR Music. 6. června 2012 byl k písni „Lazuli“ vydán oficiální videoklip režírovaný Allenem Cordellem.

## Seznam skladeb
| Pořadí         | Název                                                                         | Délka |
| -------------- | ----------------------------------------------------------------------------- | ----- |
| 1.             | Myth                                                                          | 4:20  |
| 2.             | Wild                                                                          | 4:58  |
| 3.             | Lazuli                                                                        | 5:02  |
| 4.             | Other People                                                                  | 4:25  |
| 5.             | The Hours                                                                     | 4:07  |
| 6.             | Troublemaker                                                                  | 4:55  |
| 7.             | New Year                                                                      | 5:23  |
| 8.             | Wishes                                                                        | 4:40  |
| 9.             | On the Sea                                                                    | 5:32  |
| 10.            | Irene (obsahuje skrytou skladbu „Wherever You Go“, která začíná v čase 13:30) | 16:57 |
| Celková délka: | Celková délka:                                                                | 60:28 |

## Obsazení
Autorství alba Bloom z oficiálního obalu desky.
Beach House
- Beach House – fotografie, produkce
- Victoria Legrand – zpěv, (hudební) aranžér , klávesy, varhany, piano
- Alex Scally – (hudební) aranžér , doprovodné vokály, basová kytara, úpravy, kytara, klávesy, varhany, piano, programování

Additional
- Manuel Calderón – asistující inženýr
- Chris Coady – inženýr, mixing, producent
- Joe Cueto – viola (9)
- Daniel Franz – asistující inženýr, bubny, perkuse
- Brooks Harlan – inženýr
- Phil Joly – asistující inženýr
- Joe LaPorta – mastering
- Brian Roettinger – design

## Hitparády
| Hitparáda (2012)              | Nejvyšší pozice |
| ----------------------------- | --------------- |
| Australská hitparáda          | 40              |
| Belgická hitparáda (Flanders) | 10              |
| Belgická hitparáda (Wallonia) | 55              |
| Kandská hitparáda             | 16              |
| Dánská hitparáda              | 8               |
| Nizozemská hitparáda          | 54              |
| Francouzská hitparáda         | 59              |
| Německá hitparáda             | 73              |
| Irská hitparáda               | 10              |
| Norská hitparáda              | 5               |
| Portugalská hitparáda         | 10              |
| Skotská hitparáda             | 23              |
| Španělská hitparáda           | 22              |
| Švédská hitparáda             | 34              |
| Švýcarská hitparáda           | 33              |
| UK Albums Chart               | 15              |
| UK Indie Albums Chart         | 2               |
| US Billboard 200              | 7               |
| US Alternative Albums         | 1               |
| US Independent Albums         | 1               |
| US Rock Albums                | 3               |